# 布盧里奇鎮區 (阿肯色州霍華德縣)
布盧里奇鎮區（英語：Blue Ridge Township）是位於美國阿肯色州霍華德縣的一個行政鎮區。

## 地方資料
布盧里奇鎮區的面積為77.08平方千米，當中陸地面積為76.38平方千米，而水域面積為0.70平方千米。根據2010年美國人口普查的數據，當地共有人口193人，而人口密度為每平方千米2.5人。